# Eleanor Roosevelt Seagraves
Anna Eleanor Dall (Nueva York, 25 de marzo de 1927), conocida como Eleanor Roosevelt y más tarde por su nombre de casada Eleanor Roosevelt Seagraves, es una bibliotecaria, educadora, historiadora y editora estadounidense. Es nieta de Franklin D. Roosevelt. Sus padres son Anna Roosevelt Dall y su primer marido Curtis Bean Dall. Generalmente se la conoce como «Sistie», «Ellie» o «Eleanor».

## Biografía

### Primeros años
Sistie, como la llamaron cariñosamente la prensa durante el mandato de sus abuelo en la Casa Blanca, recibió el nombre de su madre y de su abuela materna, Eleanor Roosevelt. Cuando sus padres se separaron en 1933 (se divorciaron en 1934), ella junto con su madre y su hermano Curtis se mudaron a la Casa Blanca con sus abuelos. Su madre se volvería a casar más tarde dos veces más y un medio hermano menor, John Roosevelt Boettiger se uniría a la familia en 1939.

### Carrera profesional
Seagraves completó tres años de universidad en Reed College antes de su matrimonio y luego obtuvo una maestría en Bibliotecología de la Universidad Estatal de Nueva York en Geneseo en 1964.
Seagraves es uno de los pocos miembros vivos de la familia Roosevelt que presenció los eventos de primera mano durante los años de la Casa Blanca. Seagraves también es una de las pocas personas supervivientes que presenció la diplomacia de su abuela, Eleanor Roosevelt. Cada año, cuando la abuela de Seagraves organizó un pícnic en Val-Kill para niños delincuentes, ayudó a la Sra. Roosevelt con estos eventos. Estuvo cerca de Eleanor Roosevelt durante toda su vida.
Seagraves ha disfrutado de una carrera como educadora y bibliotecaria. Editó Delano's Voyages of Commerce and Discovery (Berkshire House Publishers, 1994), extraído de las revistas de Amasa Delano, así como The Val-Kill Cook Book (The Eleanor Roosevelt Center at Val-Kill, 1984). Seagraves concentró su carrera en mantener vivas muchas de las causas que su abuela inició y apoyó. Ella es una participante activa en los eventos del Partido Demócrata en su área y respaldó a Barack Obama para su campaña presidencial de 2008.

### Matrimonio e hijos
El 7 de julio de 1948 se casó con Van H. Seagraves. Juntos tuvieron tres hijos:
- Nicholas Delano Seagraves (nacido el 7 de agosto de 1949).
- David Delano Seagraves (nacido el 26 de agosto de 1952).
- Anna Fierst (de soltera, Anna Eleanor Seagraves; nacida el 16 de agosto de 1955).